# Madagascar 3: Europe's Most Wanted (soundtrack)
Madagascar 3: Europe's Most Wanted is de originele soundtrack van de gelijknamige film, gecomponeerd door Hans Zimmer. Het album werd uitgebracht op 5 juni 2012 door Interscope Records.
Bij de samenstelling van de vorige twee Madagascar soundtrackalbums werden in de tracklist nog voornamelijk de originele filmmuziek met enkele hits die in de film werden gebruikt opgenomen. Op het derde album neemt de cast ook een groot deel voor zijn rekening. In de film hoor je stemacteur Danny Jacobs nog als croupier en spreekstalmeester, maar net als de televisieserie De pinguïns van Madagascar vervangt hij op het album Sacha Baron Cohen die normaal de stem van King Julien XIII in spreekt.
Op het album zingt Frances McDormand in de rol van Chantel Dubois het lied "Non, je ne regrette rien", net als in de film. Het muziek thema van Chantel Dubois hoor je in het nummer "Game On". Bij het eerste gedeelte van nummer "Fur Power!" gebruikte Zimmer de melodie van "Land of Hope and Glory" van Edward Elgar. Ook schreven Peter Asher en David A. Stewart speciaal voor de film het nummer "Love Always Comes as a Surprise". De nummers "Gonna make You Sweat (Everybody Dance Now)" van C&C Music Factory, "Wannabe" van de Spice Girls en "Hot in Here" van Nelly zijn door Jacobs gezongen met nieuwe teksten.
Ook de melodie van het nummer "I Like to Move It" van Reel 2 Real, die ook al in de vorige films werden gebruikt, zijn in combinatie met het lied "Afro Circus" gebruikt op het album. Het orkest stond onder leiding van Gavin Greenaway. Additioneel muziek werd gecomponeerd door Lorne Balfe en Junkie XL. Het album bereikte plaats 162 in de Billboard 200.

## Nummers
| Nr. | Titel                                      | Artiest(en)               | Duur |
| --- | ------------------------------------------ | ------------------------- | ---- |
| 1   | New York City Surprise                     |                           | 3:06 |
| 2   | Gonna Make You Sweat (Everybody Dance Now) | Danny Jacobs              | 2:15 |
| 3   | Wannabe                                    | Danny Jacobs              | 2:37 |
| 4   | Game On                                    |                           | 3:12 |
| 5   | Hot In Here                                | Danny Jacobs              | 2:27 |
| 6   | We No Speak Americano                      | Yolanda Be Cool & DCUP    | 4:29 |
| 7   | Light the Hoop on Fire!                    |                           | 3:10 |
| 8   | Fur Power!                                 |                           | 2:19 |
| 9   | Non, je ne regrette rien                   | Frances McDormand         | 1:13 |
| 10  | Love Always Comes as a Surprise            | Peter Asher               | 3:21 |
| 11  | Rescue Stefano                             |                           | 5:51 |
| 12  | Firework                                   | Katy Perry                | 3:45 |
| 13  | Afro Circus / I Like to Move It            | Chris Rock & Danny Jacobs | 2:41 |

Interscope Records bracht ook nog een andere versie van het album uit. Het grote verschil met de boven staande tracklist is dat het nummer "We No Speak Americano" is vervangen door het nummer "Cool Jerk" die ook in de film werd gebruikt.
| 6 | Cool Jerk | The Capitols | 2:45 |

Niet alle liedjes uit de film werden op het album uitgebracht. Deze nummers zijn onder meer gebruikt in de film:
| Con te partirò                           | Andrea Bocelli  |
| Langer than Life                         | Backstreet Boys |
| Watermark                                | Enya            |
| Any Way You Want It                      | Journey         |
| La Donna e Mobile uit de opera Rigoletto | Giuseppe Verdi  |